# مارك بير
مارك بير (بالإنجليزية: Mark Behr)‏ هو كاتب جنوب أفريقي، ولد في 19 أكتوبر 1963 في تنزانيا، وتوفي في 28 نوفمبر 2015 في جوهانسبرغ في جنوب أفريقيا.